# Al-Dżabal al-Gharbi
Al-Dżabal al-Gharbi (arab. الجبل الغربي, Al Ǧabal al Gharbi) – gmina w Libii ze stolicą w Gharjan. W 2006 roku zamieszkiwało ją ok. 304,1 tys. mieszkańców.
Gmina granicy z gminami:
- Syrta od wschodu,
- Misrata od wschodu,
- Marzuk od północnego wschodu,
- Al-Dżifara od północy,
- Az-Zawija od północy,
- Trypolis od północy,
- An-Nukat al-Chams od północnego zachodu,
- Nalut od zachodu,
- Wadi asz-Szati od południa,
- Al-Dżufra od południowego zachodu.